# Uniq (Unix)
uniq là một tiện ích Unix, có chức năng gỡ bỏ các dòng trống và kề nhau trong văn bản. Nó là một loại chương trình lọc. Thông thường uniq được sử dụng kề sau lệnh sort. Nếu có tùy chọn -d, lệnh chỉ xuất ra các dòng có trùng, tùy chọn -c hiện ra số lần lặp của dòng.
Ví dụ: Để xem danh sách các dòng trong một tập tin, sắp xếp bởi số lần xuất hiện của dòng:
sort file | uniq -c | sort -n

## Các tùy chọn
- -u    Chỉ hiển thị các dòng không lặp lại
- -d    Không hiển thị các dòng không lặp lại
- -c    Hiển thị một báo cáo gồm dòng và số lần xuất hiện trong văn bản, khi tùy chọn này được sử dụng, hai tùy chọn -u và -d bị bỏ qua dù có được đưa vào lệnh hay không.
- -i    Bỏ qua hoa - thường khi so sánh các dòng
- -f    Bỏ qua một số trường trong mỗi dòng
- -s    Bỏ qua một số ký tự trong mỗi dòng
- -w    Chỉ định số ký tự cần so sánh khi so sánh dòng, các ký tự sau đó được bỏ qua
- --help  Hiển thị thông báo trợ giúp
- --version Hiển thị thông tin phiên bản